# Sose szabadulsz tőlem!
A "Sose szabadulsz tőlem!" (You'll Never Get Away from Me) a Született feleségek (Desperate Housewives) című amerikai filmsorozat huszonhatodik epizódja. Az Amerikai Egyesült Államokban először az ABC (American Broadcasting Company) adó sugározta 2005. október 9-én.

## Az epizód cselekménye
Az álnok patikus terve bevégeztetett, ő pedig újra felbukkant Bree körül, hogy – immár szabad utat nyervén – konkurencia nélkül hódítsa el a gyönyörű özvegyasszony magányos szívét. Phyllis-nek persze nagyon nem tetszik, amit lát és messzemenő következtetést von le: elhunyt fia felesége, az ő igazi ellensége szeretőt tart! Amikor ezt közli a biztosítási céggel – akik már eddig is vonakodtak fizetni – hatalmas lavinát indít el. Bree pedig akkor kénytelen szembesülni az ügy rejtélyekkel teli hátterével, amikor a temetőben járva a koporsóban Rex „hűlt helyét találja”. Susan teljesen kiakad, amikor megtudja, hogy a templomban rendezendő családi tehetségkutató versenyen Edie gitáron fogja kísérni Julie-t. Ezt persze a büszke anya nem hagyhatja annyiban, így Susan zongoraleckéket vesz Betty Applewhite-tól. Lynette őrült cselhez folyamodik a munkahelyén, hogy ő vihesse Parkert az első tanítási napon az iskolába. Gabrielle magán kívül lesz, amikor megpillantja, ahogy John éppen egy másik nő portáján ápolgatja a kertet és a hozzá tartozó más egyéb dolgokat. Mike Delfino úgy dönt, hogy meglátogatja Felicia-t, akitől segítséget remél Zack megtalálásában.

## Mellékszereplők
- Jesse Metcalfe – John Rowland
- Joely Fisher – Nina Fletcher
- Harriet Sansom Harris – Felicia Tilman
- Kurt Fuller – Detective Barton
- Shirley Knight – Phyllis Van De Kamp
- Phil Abrams – Technikus
- Bruno Amato – Guard
- Charlie Babcock – Stu
- Roberta Hanlen – Emcee
- Rende Rae Norman – Mrs. Novak
- Alejandro Patino – Ralph

## Mary Alice epizódzáró monológja
- A narrátor, Mary Alice monológja az epizód végén így hangzik (a magyar változat alapján):

„Olykor-olykor mindenki szívesen átadja magát a fantáziának. Na persze, hogy ki hogy játszik, az nagyban különbözhet. Néha azt mondjuk magunknak, hogy a munka nem fog beleszólni a családi életünkbe. Néha elképzeljük, hogy bizonyos kapcsolatok nagyobb jelentőséggel bírnak, mint a valóságban. Alkalomadtán úgy teszünk, mintha meg akarnánk győzni magunkat, hogy a titkaink nem is olyan rémségesek.
Igen. A szerepjátszás egyszerű játék. Ott kezdődik, hogy magunknak hazudunk. És ha másokat is meg tudtunk győzni a hazugságunkról, nyert ügyünk van.”

## Epizódcímek szerte a világban
- Angol: You'll Never Get Away From Me (Sose szabadulsz tőlem!)
- Francia: Massacre à la débroussailleuse
- Lengyel: Nigdy się ode mnie nie uwolnisz (Sose szabadulsz tőlem!)
- Német: Showtime (Műsoridő)